# اچ‌ام‌اس ایمپرگنبل (۱۸۱۰)
اچ‌ام‌اس ایمپرگنبل (۱۸۱۰) (به انگلیسی: HMS Impregnable (1810)) یک کشتی بود که طول آن ۱۹۷ فوت (۶۰ متر) بود. این کشتی در سال ۱۸۱۰ ساخته شد.